# 川上愛
川上 愛（かわかみ まな、1993年〈平成5年〉2月6日 - ）は、日本の女性ファッションモデル、タレント。愛称は、まなてぃー。かつてオスカープロモーション、プラチナムプロダクションなどに所属していた。兵庫県姫路市出身。

## 略歴
- 2012年に兵庫県より上京。2013年春の千葉県知事選挙の啓発用テレビCMにおいて、自身初となる単独CM出演を果たす。その後、サークルKサンクスのロングセラー商品「窯出しとろけるプリン」、ニキビ対策洗顔料「クレアラシル10x」と立続けにCMに出演する。
- 2013年には読売テレビ「ピーチ流!」（後に「すもももももも!ピーチCAFE」に改題）のレギュラー、テレビ東京「妄想の王子様」の“妄想ガールズ”など続々とテレビ露出をする。日テレジェニック2013にもエントリーされている。
- 2014年初春には自身初となる舞台にも出演。ティーアップ「男の青汁」のイメージガール、アニメ放送もされている「ノブナガ・ザ・フール」の舞台版でのメインヒロインなどを務める[2]。
- 2015年のSUPER GTでは、GT300クラスの「BMW Sports Trophy Team Studie #7 “M Power Girls”」としてレースクイーン活動を行う[3]。同年の東京モーターショーではBMWブースのモデルを務めた[4]。
- 2016年5月にオスカープロモーション[3]からマグニファイエンタテインメントへと移り[5][6]、その後アライブエンタテインメント[7]を経て、プラチナムプロダクションに所属していた。

## 人物
- 抜群のスタイルや明るいキャラクター、自由奔放な言動などが人気を博しているうえに教養もあり、英語が得意で1人で日本国外へ行くなど、アクティブな面もある。またスカイダイビングなどのスリリングなスポーツやスノーボード、サーフィンも好き。ピアノやフルートが得意。
- 高校は兵庫県神戸市にある、県内有数の進学校である須磨学園高等学校を卒業。高校在校時にニュージーランドへの留学経験もある。
- 車の運転が好きで、休み日には1人で遠方までドライブをしている。
- 高校生のときに父親が死去している。母親と妹が1人いる[8]。
- テレビ番組「有吉反省会」には「いつでもどこでもノーパンノーブラのモデル」として出演した[9]。

## 主な活動
- ティーアップ「男の青汁」イメージガール（相方：清水ゆう子）
- ミスアクション2013候補生
- 「コギコギ」ポタガール（2012年）[10]
- SUPER GT300クラス「BMW Sports Trophy Team Studie #7 “M Power Girls”」（他メンバー：白渚悠、神宮智子）[3]
- 二輪車リサイクルシステムナビゲーター（2014年 - ）[11]

### 雑誌
- JJ（2012年8月23日）
- 日経PCビギナーズ（2012年1月13日）
- EARTH MAG（大手美容室）
- 輸入車中古車情報（内外出版）
- 振袖カタログ（長崎紅屋）
- 漫画アクション（双葉社）（2012年8月21日、2012年10月16日）
- PENTAXK-30完全ガイド（株式会社インプレスジャパン）（2012年9月1日）
- 百日草のはなよめ（株式会社百日草）（2012年11月号、12月号）

### テレビ
- ピーチ流!（読売テレビ）
- 踊る!さんま御殿!!（日本テレビ）
- 有吉反省会（日本テレビ）
- ダウンタウンのガキの使いやあらへんで!!（日本テレビ）
- アイドルの穴〜日テレジェニックを探せ!〜（日本テレビ、2013年7月）
- 平清盛（NHK）
- オールスター感謝祭2013秋（TBS）スタジオアシスタント
- 妄想の王子様（テレビ東京、2013年12月）
- 行列のできる法律相談所（日本テレビ）
- ニュース女子（DHCテレビジョン）
- 紺野、今から踊るってよ（テレビ東京、2016年6月30日未明）[6]
- 山里と100人の美女（TBS、2016年8月8日）
- 一夜づけ（テレビ東京、2017年）
- ゴッドタン〜The God Tongue 神の舌〜 (テレビ東京、2017年6月18日）、ケンカ＆ダンスGP
- 報道ランナー（関西テレビ）「ランナーマガジン」リポーター